# Alexis Cabrera
Alexis Gianko Cabrera Pino, nació en Matanzas, Cuba, el 25 de diciembre de 1976. Es un Gran Maestro Internacional de ajedrez que representó a Cuba, en el período de 2002 a 2008 a Colombia y representa actualmente a España.

## Resultados destacados en competición
Ganó los torneos siguientes VIII Magistral de ajedrez Villa de Benasque en el año 2003, el Abierto Internacional Vicente Bonil en el año 2005 y el XIV Abierto Internacional Vila de Salou en el año 2012. 